# El Ghayra
El Ghayra è uno dei tre comuni del dipartimento di Guerou, situato nella regione di Assaba in Mauritania. Contava 5.383 abitanti nel censimento della popolazione del 2000 e 6.444 nel 2013.